# Snochowice (gmina)
Snochowice (od 1973 Strawczyn) – dawna gmina wiejska istniejąca do 1954 roku w woj. kieleckim. Siedzibą władz gminy były Snochowice. 
Za Królestwa Polskiego gmina Snochowice należała do powiatu kieleckiego w guberni kieleckiej (utworzonej w 1867). W połowie 1870 roku do gminy Snochowice włączono część obszaru zniesionej gminy Wólka Kłucka
W okresie międzywojennym gmina Snochowice należała do powiatu kieleckiego w woj. kieleckim. Po wojnie gmina zachowała przynależność administracyjną. Według stanu z dnia 1 lipca 1952 roku gmina składała się z 14 gromad: Dobrzeszów, Filipy, Hucisko, Korczyn, Kuźniaki, Niedźwiedź, Nowek, Pałęgi, Piotrowiec, Podewsie, Ruda Strawczyńska, Snochowice, Strawczyn i Wólka Kłucka.
Jednostka została zniesiona 29 września 1954 roku wraz z reformą wprowadzającą gromady w miejsce gmin. Po reaktywowaniu gmin z dniem 1 stycznia 1973 roku gminy Snochowice nie przywrócono, z jej części utworzono gminę Strawczyn, natomiast reszta weszła także w skład gminy Łopuszno (Snochowice, Dobrzeszów, Nowek, Podewsie).